# Megemlékezés
A megemlékezés közösségi esemény, amelynek során egy csoport tagjai összetartozásuk kifejezéseként elhunyt személyek vagy megtörtént események felidézése céljából összegyűlnek és az alkalomhoz rendezett külsőségek között kinyilvánítják tiszteletüket.
Nemzeti megemlékezést az egyes országokban sorsfordító események, forradalmak, háborúk, nagy nemzeti katasztrófák, tragédiák évfordulóin, vagy köztiszteletben álló személyek halálának évfordulóin szoktak tartani.